# M1 Carbine

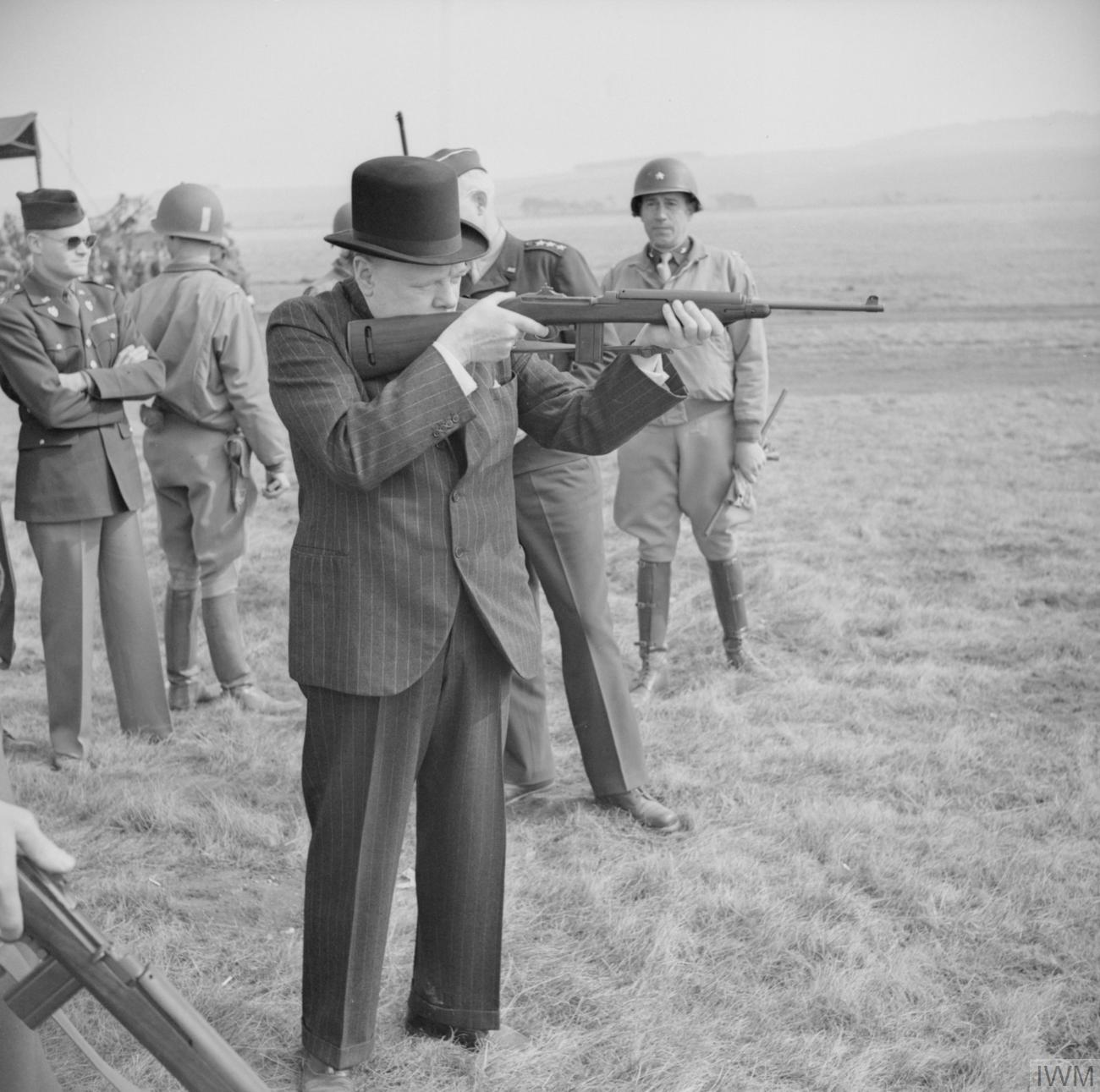
Winston Churchill schießt mit einem M1 Karabiner bei einem US-Besuch im März 1944

Der M1 Carbine ist ein US-amerikanisches Selbstladegewehr, das in der Zeit des Zweiten Weltkriegs eingeführt und bis in die 1970er-Jahre vom US-Militär eingesetzt wurde. Einige andere Streitkräfte und Polizeien (inklusive der US-amerikanischen) setzen es heute noch ein.

## Entwicklung
Als das M1-Garand-Gewehr im Jahre 1936, entgegen der ursprünglichen Planung, doch für das Kaliber .30-06 Springfield produziert wurde und nicht für die leichteren .276er-Patronen, fehlte der US-Armee wieder ein leichteres, handlicheres Gewehr. Sowieso gab es in der Armee Unzufriedenheit über die verfügbaren Maschinenpistolen und Gewehre, und Erfahrungen aus früheren sowie dem aktuellen Kriegsgeschehen trugen weiter dazu bei, dass die Entwicklung eines leichteren Gewehrs in die Wege geleitet wurde.
Etappensoldaten, Fallschirmjäger und auch Frontsoldaten, die andere Ausrüstung zu tragen hatten (z. B. Sanitäter oder Mechaniker), fanden die älteren Gewehre zu lästig, Pistolen und Revolver aber nicht zielgenau und stark genug. Kleinere Maschinenpistolen wie die Thompson waren zwar mehr als ausreichend für Nahkämpfe, aber für weite Schüsse ungeeignet und eigentlich auch nicht viel leichter zu tragen als die alten Gewehre (wie das Springfield M1903 oder das Garand). Außerdem waren sie wesentlich teurer als andere Waffen. Die gleichen Probleme traten auch bei der Luftbeförderung von Soldaten auf, einem Konzept, dem zu dieser Zeit viel Beachtung geschenkt wurde.
Weiterhin wurde 1941 die US-Armee von 200.000 auf 1.400.000 Mann aufgestockt; entsprechende Ausbildungskapazitäten fehlten aber bei weitem. Die langwierige Pistolenausbildung könnte mit einem leichteren Gewehr anstatt einer Pistole umgangen werden.
Es wurde entschieden, dass eine neue Waffe für diese Zwecke gebraucht werde. Diese sollte eine Einsatzreichweite von 300 yard (275 Meter) haben.
Eine Karabiner-Version des halbautomatischen Standardgewehrs wurde in Betracht gezogen, aber die .30-06er-Patronen waren zu kräftig. Der M1-Karabiner wurde neu entworfen, denn er musste leichter sein als das Garand und weniger Rückstoß haben. Es sollte eine Verteidigungswaffe für Soldaten sein, die das Infanteriegewehr nicht als Hauptwaffe benutzten.
1938 bat der Infanteriechef das Waffenamt, man möge ein leichtes Gewehr entwickeln. Nach zwei Jahren wurde diese Bitte formell akzeptiert und 1941 der Auftrag an die großen US-Waffenfirmen ausgeschrieben. Winchester Repeating Arms sandte zunächst keinen Vorschlag ein. Die Firma war zu beschäftigt mit der Perfektionierung ihres .30-06er-Gewehrs. Nach dem Tod von Ed Browning jedoch, der diese Waffe entworfen hatte, stellte Winchester den ehemaligen Schwarzbrenner und Mörder David M. „Carbine“ Williams ein. Man hoffte, dieser würde einige von Brownings unfertigen Entwürfen vollenden. In der Tat verband Williams sein Konzept eines sehr kurzhubigen Gaskolbens mit Brownings Idee. Nachdem das Marine Corps die Waffe 1940 für unzuverlässig in sandiger Umgebung erklärt hatte, wurde Brownings Entwurf mit Kippverschluss nochmals durch eine Konstruktion mit einem Zylinderverschluss – wie im Garand – ersetzt.

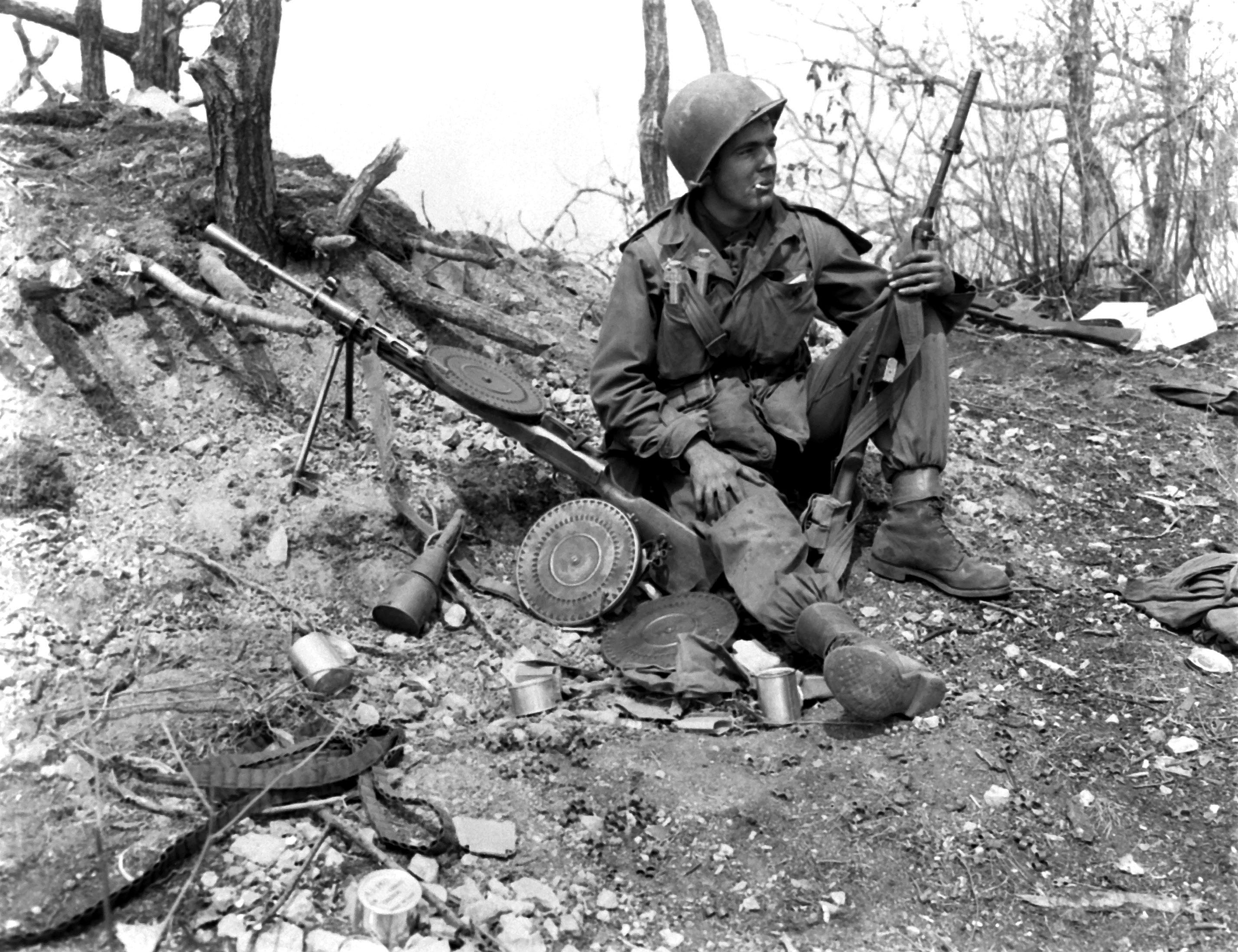
Amerikanischer Soldat im Koreakrieg mit M1- oder M2-Karabiner (in seiner linken Hand)

Im Mai 1941 war das Gewicht des Prototyps schon auf 3,4 kg reduziert worden. Das Waffenamt verlangte eine weitere Reduzierung auf 2 bis 2,2 kg, und Major René Studler verlangte, dass so schnell wie möglich ein endgültiger Prototyp produziert werde, was William C. Roemer und Fred Humeston innerhalb einiger Tage gelang. Nach den ersten erfolgreichen Tests der Militärs im August 1941 begann Winchester das verbesserte Modell herzustellen, dieses setzte sich gegen andere Kandidaten durch und im Oktober erhielt Winchester den Auftrag zur Serienfertigung.
Tatsächlich, und entgegen landläufigen Behauptungen, hatte Williams wenig mit der Entwicklung des M1 zu tun; abgesehen von seinem Gaskolben-Design. Später entwickelte er eigenständig weitere Verbesserungen seines Karabiners, aber keine seiner Veränderungen wurden in der folgenden M1-Produktion übernommen.

## Munition
Die Prototypen für den US-M1-Karabiner hatten Magazine für eine neue Patronengröße, die .30 M1. Die .30-Karabinerpatrone, eine kleinere und leichtere .30 Kaliber/7,62-mm-Patrone, unterscheidet sich deutlich von der größeren Patrone .30-06 Springfield des Garand, sowohl im Design als auch in der Leistung. Sie waren mehr oder weniger eine randlose Version der veralteten .32 Winchester SL.

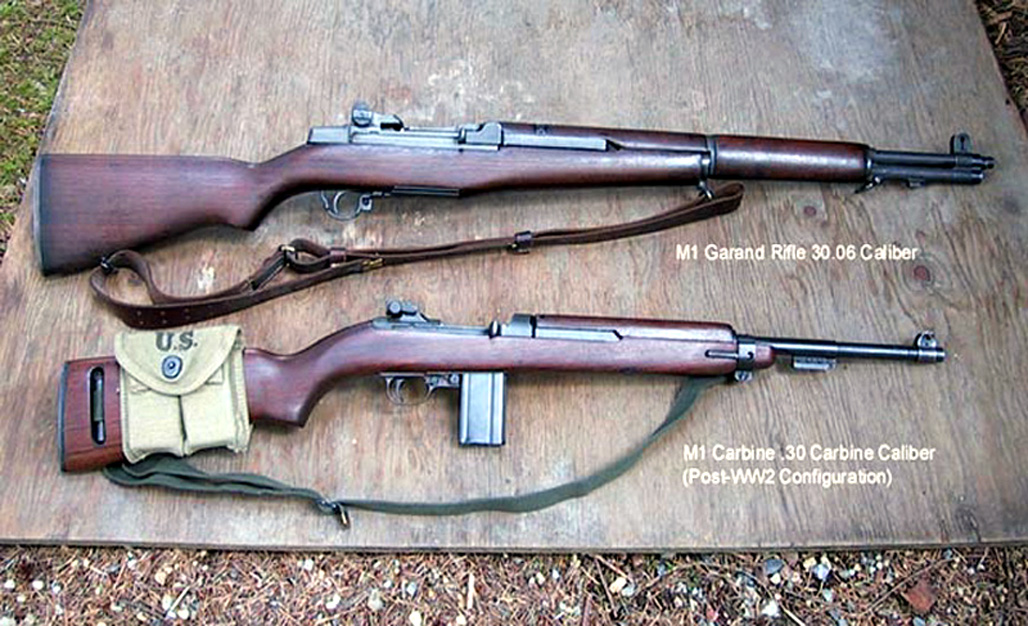
Vergleich zwischen der M1 Rifle und einem späteren M1-Karabiner mit Bajonettansatz

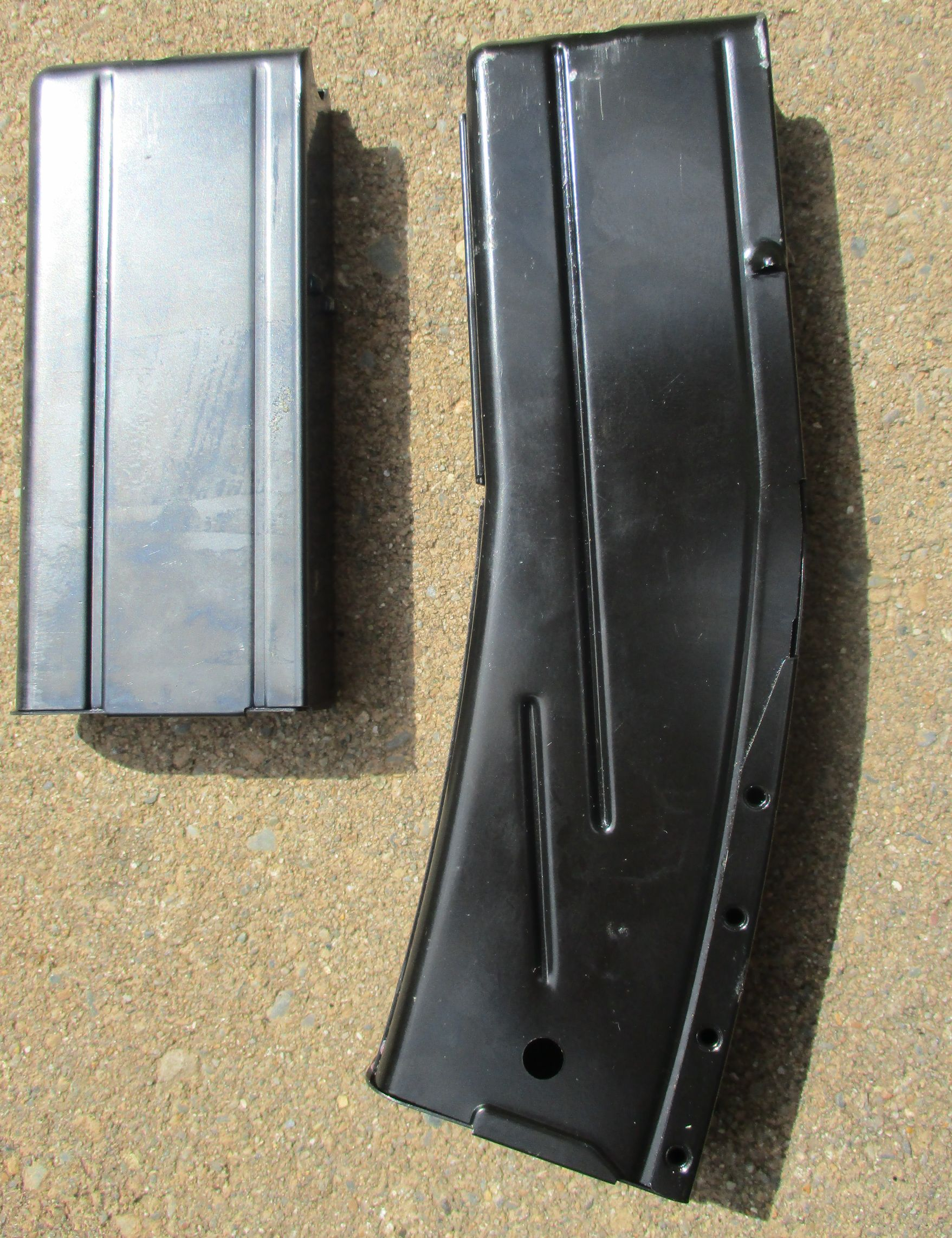
Frühes 15-Schuss- und späteres 30-Schuss-Magazin

Die neuen Patronen lagen leistungsmäßig bezüglich ihrer Mündungsenergie (ME, muzzle energy) und Mündungsgeschwindigkeit (MV, muzzle velocity) zwischen den Kurzwaffen- und den vollwertigen Gewehrkalibern: Die MV bewegen sich, aus dem 18-Zoll-Lauf eines M1-Karabiners, zwischen 580 und 600 m/s; die ME betrug rund 1200 J. Die MV des M1 Garand lag bei etwa 850 m/s und die ME bei rund 3430 J. Damit haben die Geschosse bei Erreichen der Einsatzreichweite von 275 Metern immer noch in etwa die gleiche Energie, wie sie Geschosse aus kleinen Pistolen wie der Nambu beim Mündungsaustritt (ME etwa 340 J) aufweisen.
Die israelische Armee setzt die Munition (Stand 2008) immer noch in einem modifizierten Schnellfeuergewehr ein.

## Verwendung
Der M1-Karabiner wurde an erster Stelle entworfen, um Truppen außerhalb des direkten Kampfgeschehens eine bessere Verteidigungswaffe in die Hand zu geben. Er war für ungeübte Soldaten einfacher zu bedienen als die .30-Kaliber-Gewehre dieser Zeit. Die ersten Karabiner dieser Art wurden in der Mitte des Jahres 1942 an die Soldaten ausgeliefert, und zwar zuerst an die Truppen im europäischen Kriegsgeschehen.
Nie jedoch war der M1-Karabiner mit seinen schwächeren .30 Carbine-Patronen als Hauptwaffe für die Infanterie vorgesehen; genauso wenig war er vergleichbar mit den feuerkräftigeren Sturmgewehren, die später im Krieg eingesetzt wurden. Trotzdem wurde er an Infanterieoffiziere, Maschinengewehrsoldaten, Fallschirmjäger und andere Frontsoldaten (vor allem an Angehörige des United States Marine Corps) ausgegeben.

Mörsereinheit, Camp Colorado, 1943, mit M1-Karabinern

Der Ruf der Waffe im Kampf war unterschiedlich. Als Hauptwaffe war der Karabiner nicht überall beliebt, aber als Zweitwaffe durchaus. Auch die mit der klappbaren Version M1A1 ausgestatteten Luftlandeeinheiten lobten ihn in höchsten Tönen.
Zudem wurde die Tatsache, dass die Zündkapseln keinen Rost verursachten positiv beurteilt, da die Korrosion in den pazifischen Kriegsgebieten ein allgegenwärtiges Problem war. In Europa dagegen beschwerte man sich häufig über Fehlzündungen und damit einhergehende Fehlschüsse.
Während das geringe Gewicht der Waffe allgemein geschätzt wurde, bemängelte man im Pazifikraum die unzureichende Mannstoppwirkung; es wurde auch gesagt, die Geschosse würden durch kleine Bäume und Dschungelgestrüpp zu sehr abgelenkt. Daher wurde an vielen gekürzten Versionen des M1 Garand gearbeitet, von denen jedoch keine jemals offiziell übernommen wurde.
Zur Erhöhung der Feuerkraft wurde 1944 mit dem M2 eine auf Voll- und Halbautomatik umschaltbare Variante des M1 eingeführt.
M1 und M2-Karabiner wurden noch im Koreakrieg an die Truppe abgegeben, waren jedoch  unbeliebt, da sie unter Ladehemmungen bei Kälte litten, was auf unpassende Schließfedern zurückgeführt wurde. Eine offizielle Untersuchung des US-Militärs bestätigte 1951 diesen Mangel und berücksichtigte auch die geringe Durchschlagskraft: nach Angaben von Soldaten würden dick eingekleidete koreanische und chinesische Gegner auch nach mehreren Treffern auf kurze Entfernung nicht fallen.
Nach dem Ende des Koreakriegs 1953 blieben die M1- und M2-Karabiner in den US-Streitkräften in begrenztem Umfang im Einsatz, bis das M14 1957 zum Standardgewehr wurde und das M1 Garand und den M1-Karabiner ersetzte. Im Vietnamkrieg wurden die M1 und M2 nochmals ausgegeben, besonders an Aufklärungstruppen (LRRP). Nach wiederholten Berichten über die Unzuverlässigkeit der Waffen in Sachen Mannstoppwirkung schieden sie aber endgültig aus den Arsenalen der USA aus. Seit den späten 1960er-Jahren wurden so die Karabiner, ebenso wie der kurzlebige Nachfolger M14, durch das M16 ersetzt, und viele der Waffen wurden den Südkoreanern überlassen. Die Reihe der M1/M2/M3-Karabiner war für Jahrzehnte die meistproduzierte Waffe der USA – der M1 an erster Stelle – und ist heute noch immer eine in den USA populäre private Waffe.

## Kritik
Problematisch war die Einführung eines zweiten .30-Kalibers aus Logistikgründen, da die .30-06-Springfield-Patrone beim US-Militär standardisiert war.

## Zubehör

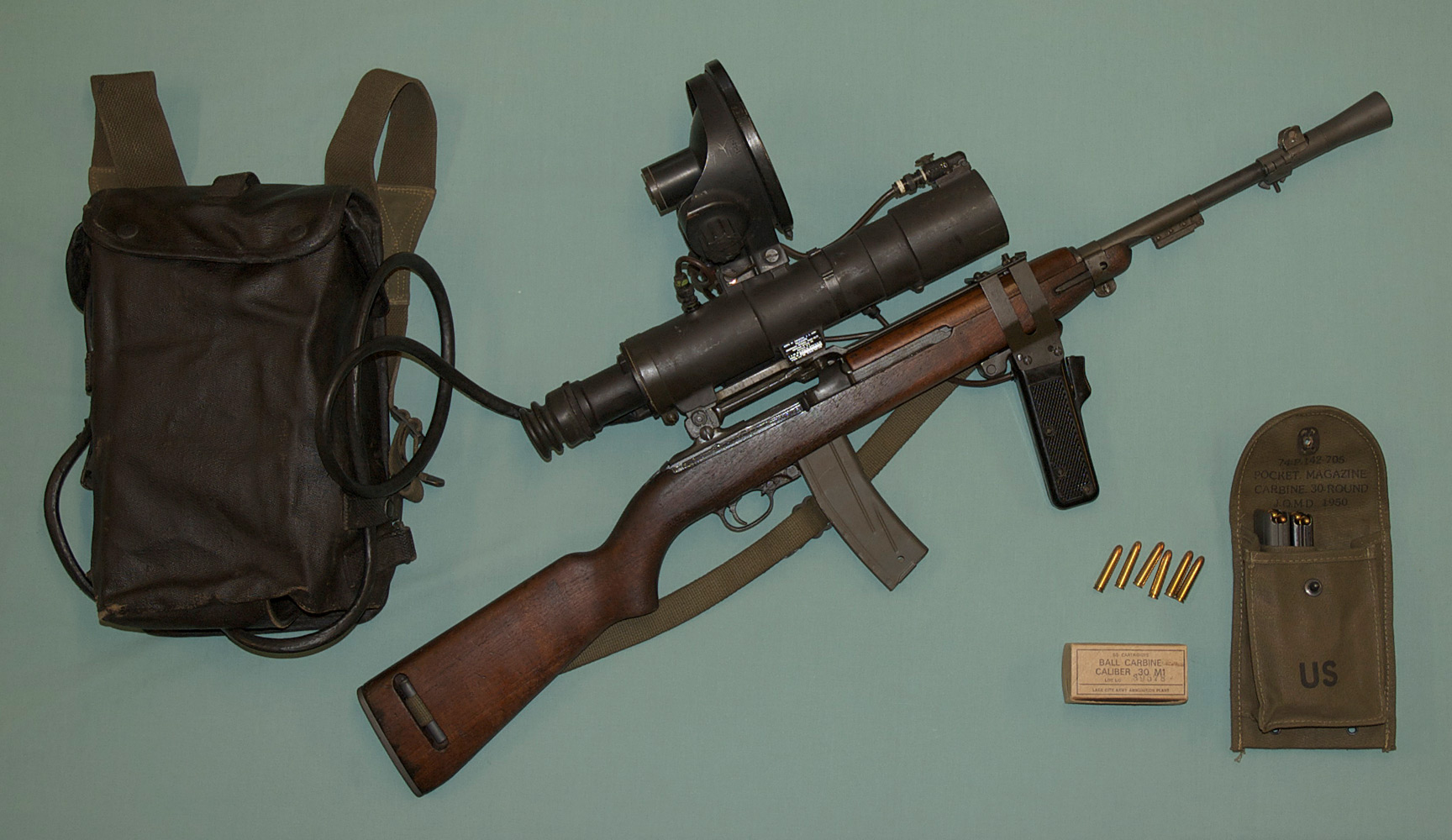
Im Koreakrieg eingesetzter M3 Karabiner mit Mündungsfeuerdämpfer und Nachtvisier (Night Vision Scope)

Das M1 wurde mit dem M15-Granatvisier zum Abschießen der Gewehrgranaten aus dem Adapter M8 benutzt, der mit einer M6-Treibpatrone geladen wurde, und dem M4-Bajonett – der Basis für die moderneren M6- und M7-Bajonette.
Während des Zweiten Weltkriegs kam außerdem der T23-Mündungsfeuerdämpfer hinzu, der aus dem Vorgängermodell des M1 Garand entwickelt wurde und das Mündungsfeuer drastisch reduzierte.
Der M3-Karabiner (vorerst T3 genannt) wurde mit dem M120 Sniper Scope (vorerst T120) benutzt, einem aktiven Infrarot-Bildverstärker, später auch mit passiven Systemen.
Als die M1/M2/M3-Karabinerserie in den 1960er-Jahren zunehmend durch das M16 ersetzt wurde, verschwanden auch die Zubehörteile. Viele blieben in Ländern wie Südkorea oder Israel oder wurden von privaten Sammlern gekauft.

## Hersteller
Entwickelt von Winchester, wurde sie hauptsächlich von 2 Produktionsstätten der General Motors produziert. Mit insgesamt 6,25 Millionen Exemplaren ist der M1 Karabiner die meisthergestellte Kleinwaffe in der Geschichte des US-Militärs. Produzenten der fertig ausgelieferten Waffen:
- Winchester Repeating Arms Company, 818 059 Stück
- Inland Mfg. Division and Saginaw Steering Gear Division of General Motors, 3 159 309 Stück
- Underwood
- IBM
- Rock-Ola Manufacturing
- National Postal Meter
- Standard Products Co.
- Quality Hardware Co.

Dazu kamen diverse Zulieferer von einzelnen Komponenten.
Eine Variante des M1-Karabiners wurde kurz nach dem Zweiten Weltkrieg vom japanischen Hersteller Hōwa Kōgyō unter US-Aufsicht hergestellt. Diese Waffen wurden an japanische Selbstverteidigungstruppen ausgegeben und viele gelangten im Vietnamkrieg nach Südostasien.

## Varianten

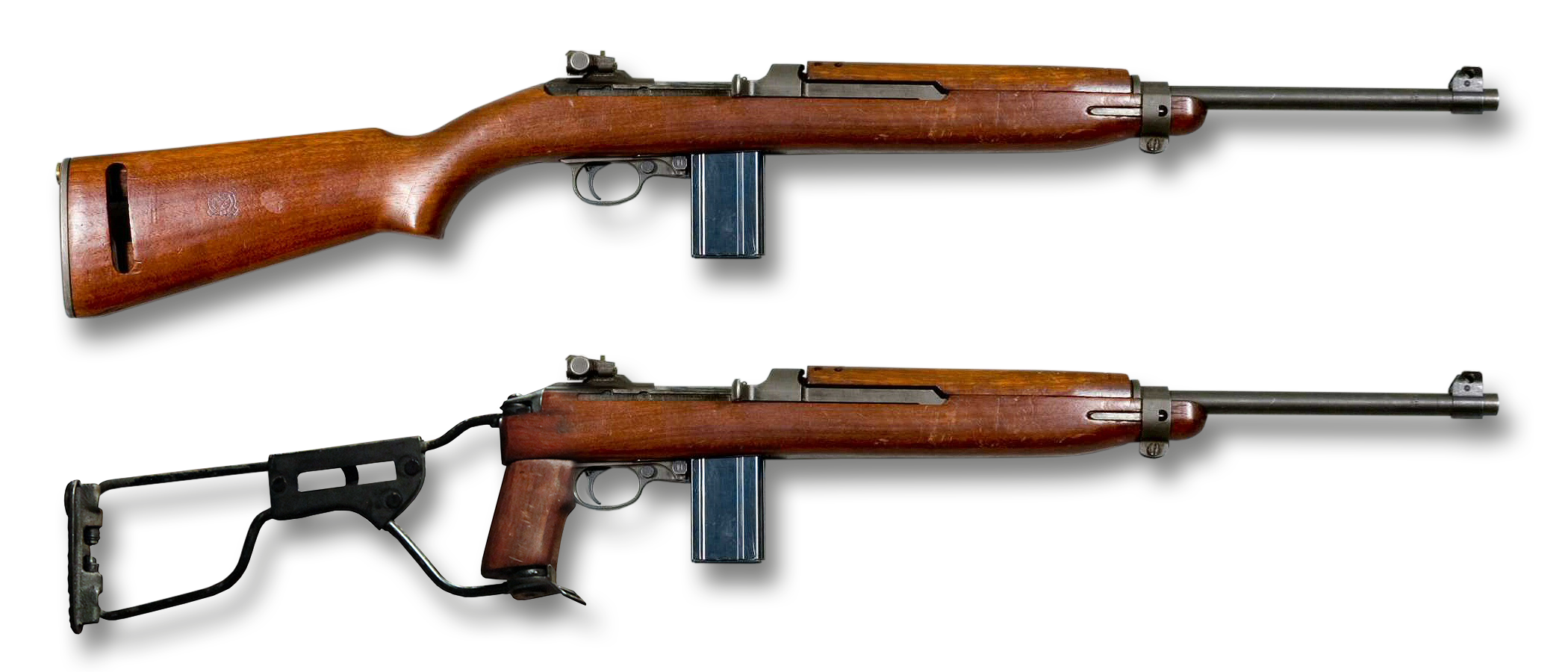
Oben der M1 Carbine mit regulärem Holzschaft, darunter die Ausführung M1A1 mit der klappbaren „Skeleton“-Schulterstütze (für Fallschirmjäger)

### Carbine, .30 Kaliber, M1A1
- klappbar, 15-Schuss-Magazin
- benutzt bei Fallschirmjägereinheiten
- Produktion: ca. 150.000

### Carbine, .30 Kaliber, M1E2
- vorgeschlagene Variante, mit verbesserter Zielvorrichtung (nach Höhe einstellbar)
- nicht hergestellt, Verbesserungsvorschläge in neue Versionen eingearbeitet

### Carbine, .30 Kaliber, M1E3
- Bügelmechanismus, 15-Schuss-Magazin
- genormt und als Ersatz für die M1A1 vorgesehen, jedoch nicht produziert

### Carbine, .30 Kaliber, M2 (T4)
- Frühjahr 1945
- 30-Schuss-Magazin, vollautomatikfähig (Kit T17)
- Produktion: ca. 600.000

### Carbine, .30 Kaliber, M3
- M1 oder M2 mit umgebauten T3-Visierungssockel für ein aktives Infrarot-Nachtsichtgerät
- Produktion: ca. 3.000